# Acrolophus setiacma
Acrolophus setiacma är en fjärilsart som beskrevs av Edward Meyrick 1923. Acrolophus setiacma ingår i släktet Acrolophus och familjen Acrolophidae. Inga underarter finns listade i Catalogue of Life.